# Asproleria albituberculata
Asproleria albituberculata is een hooiwagen uit de familie Podoctidae. De wetenschappelijke naam van Asproleria albituberculata gaat terug op Roewer.